# Calgary Castle

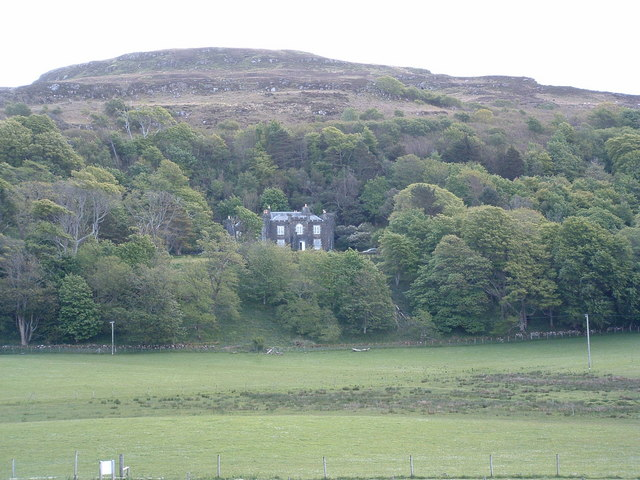
Calgary Castle von Westen

Calgary Castle, auch Calgary House, ist ein Landhaus im Dorf Calgary auf der Isle of Mull in der schottischen Council Area Argyll and Bute. Das mit Zinnen versehene, neugotische Haus aus dem 19. Jahrhundert liegt über der Calgary Bay an der Westküste der Insel, etwa 13 km entfernt von der Inselhauptstadt Tobermory. Historic Scotland hat es als historisches Bauwerk der Kategorie B gelistet.

## Geschichte
Das Haus ließ Captain Alan MacAskill (1765–1828) erbauen. Er kaufte das Gelände 1817 und das Haus wurde 1823 fertiggestellt. Um 1870 kaufte John Munro Mackenzie das Haus, das in der Folge nach Osten, als zur von der Bucht abgewandten Seite, erweitert wurde. Calgary Castle gehörte von 1948 bis in die 1970er-Jahre Colonel Eric Mackenzie und seiner Gattin Elizabeth. Sie ließen über 150 Arten von Rhododendren, Azaleen und exotischen Gewächsen pflanzen. So schufen sie einen lichten Waldgarten, der heute noch existiert.

## Sonstiges
Fort Calgary in Kanada, um das sich die heutige Stadt Calgary entwickelte, wurde nach Calgary Castle benannt.